# Canthylidia
Canthylidia từng là một chi bướm đêm thuộc họ Noctuidae, hiện tại được coi là đồng nghĩa của Heliocheilus.